# Femtech
Femtech (kurz für englisch female technology) ist ein Begriff für Software und Dienstleistungen, die auf die Gesundheit von Frauen zugeschnittene Technologien nutzen.

## Technologien und Marktentwicklung
Femtech konzentriert sich auf Apps zur Überwachung der Periode und Menstruation. Weitere Aspekte sind Fruchtbarkeit, reproduktive Gesundheit, Schwangerschaft, Stillen sowie sexuelle Gesundheit.
Femtech-Firmen arbeiten daran, den Gender-Data-Gap weiter zu schließen. Der Begriff „Femtech“ wurde 2016 von Ida Tin, der Entwicklerin einer Menstruations-Tracking-App geprägt. Femtech-Anwendungen gibt es in verschiedenen Formen, z. B. als mobile Apps, Wearables und medizinische Geräte.
Heute gibt es zahlreiche Femtech-Unternehmen, die eine Vielzahl an verschiedenen Produkten auf der ganzen Welt vertreiben. Das Beratungsunternehmen Frost & Sullivan schätzte 2021, dass der Wert des Femtech-Marktes bis 2025 bei 50 Milliarden US-Dollar liegen würde.